# 지방도 제862호선
지방도 제862호선은 전라남도 고흥군 점암면 강산리 점암면오산 교차로에서 여수시 화양면 화동리 화동삼거리를 잇던 전라남도의 지방도이다.
1997년 도로현황조서에서 처음 등장한다. 고흥군 점암면에서 시작해 적금도, 낭도, 둔병도, 조발도를 거쳐 여수시 화양면까지 이어졌다. 2003년 3월 27일에 노선이 폐지되었고, 섬을 잇는 대부분 구간은 국도 제77호선으로 승격되었으며 나머지 구간은 국가지원지방도 제22호선으로 승격되었다.

## 연혁
- 1997년 8월 20일 : 2000년 2월까지 영남 ~ 우두간 도로(고흥군 영남면 우천리 ~ 점암면 강산리) 확포장공사를 위해 2.21km 구간 도로구역 변경[1]
- 2001년 6월 13일 : 2002년 6월까지 벌가 ~ 벌구간 도로(여수시 화양면 이목리) 개량공사를 위해 740m 구간 도로구역 변경[2]
- 2003년 3월 27일 : 지방도 폐지[3]

## 주요 경유지
- 고흥군
  - 점암면 점암면오산 교차로 - 우천리 - 미개통 구간

- 여수시
  - 화정면 (미개통 구간 : 적금리(적금도) - 낭도리(낭도) - 조발리(둔병도) - 조발리(조발도))
  - 화양면 미개통 구간 -  장수리 - 화동리